# Mija Mencej
Mija Mencej, slovenska gledališka in filmska igralka, *15. december 1933, Boka Kotorska, † 24. junij 2016.
Nastopati je začela v SNG Maribor, od leta 1963 do upokojitve leta 1990 je bila članica Slovenskega ljudskega gledališča Celje. Nastopila je tudi v filmu Sreča na vrvici iz leta 1977.

## Filmografija
- Sreča na vrvici (1977, celovečerni igrani film)